# 小行星8175
小行星8175（8175 Boerhaave）是一颗绕太阳运转的小行星，为主小行星带小行星。该小行星于1991年11月2日发现。

## 轨道参数
小行星8175的轨道半长轴为3.0090588 UA，离心率为0.042。